# 追龍 (小說)
《追龍》是倪匡筆下科幻小說衛斯理系列之一。故事敍述衛斯理某夜意外看到特別的天文現象，那就是古代中國占星術二十八宿中，古稱東方青龍七宿的七顆星中，連成一線集體發出光芒，有一個紅色的星芒匯集起來射向地球，七星連芒，必生災劫。有一個星相家孔振泉長期觀察天象，認定這場災劫只有衛斯理能解救，並解釋背後的含義，認為東方有一座大城市即將毀滅。 
2019年4月7日倪匡在RTHK香港電台進行「時代的紀錄－鏗鏘說」節目中透露，《追龍》故事中所指將要滅亡的城市，就是香港。

## 故事大綱

### 歌劇院前的邂逅
某夜衛斯理和白素去聽歌劇，卻意外遇見老友陳長青。在歌劇院散場時，因為陳長青叫出衛斯理的名字，使得一個中年人為之惻目。他就是當鋪放款業者孔振源。

### 東方青龍七宿
孔振源邀衛斯理和白素前去他宅中作客。孔振源的座車到了市郊山頂，衛白兩人發現孔家是一棟巨大的宅邸，這座仿明朝首相徐光啟宅邸。而頂樓就是星象家孔振泉的觀星台。

### 一個垂死的星象家
星相家孔振泉看到古稱青龍的東方七宿中，有紅色星芒連成一線，此稱為『七星連芒』，古老的中國占星術二十八星宿中有預言，『七星連芒』必生災劫，青龍七星，集體發出光芒，有一個紅色的星芒匯集起來射向地球，像一條巨龍想要吞噬一些東西。孔振泉以觀星九十年的經驗，認為『七星連芒』必生災劫。他認定東方一個大城市會發生災難，而這場災劫只有衛斯理能化解。他叫弟弟孔振源把衛斯理找來。

### 一個描金漆黑箱子
陳長青是衛斯理的好友。陳長青曾在孔振泉家中為僕。衛斯理與陳長青連袂拜訪孔振泉，衛斯理發現老人的預測，只是迴光返照。孔振泉並解釋了巨龍吞噬某樣東西的含義。那就是東方一座大城市即將毀滅。孔振泉他認定只有衛斯理解救這場災劫。孔振泉死前托弟弟孔振源把以九連環為鎖的一個盒子送給衛斯理。衛斯理以蠻力將鎖拉開。發現裡面是一個更小的箱子。如此下去。箱子共有七個之多。衛斯理認為孔振泉老糊塗了才搞這種把戲。

### 西方白虎七宿
衛斯理認為孔振泉此舉是在開他一個玩笑。那個描金漆黑箱子被丟到衛宅的地下室。自顧自去忙別的事。此時陳長青翻閱孔振泉的紀錄。發現西方有一座城市曾上應『七星聯芒』的異象。那就是著名的義大利龐貝城。在西元七十九年時被維蘇威火山吞滅。

### 白素謎樣的行動
此時衛斯理妻子白素，解開由大至小總共八個描金漆黑箱子其上的九子連環鎖。其中隱藏的，暗示的中國內部三十個名人互相吞噬之謎。每個九子連環鎖代表十年周期，代表上應天上星宿的名人們逐年減少，終至消失。

### 九子連環鎖的秘密
衛斯理等人經過一番波折後，終於解開了描金漆黑箱子的秘密，並認定九子連環鎖的扣環組成一個圖樣，其上的黑點代表中國內部的三十個名人，這些名人們都受到天上的星象影響，注定互相吞噬，自相殘殺。而箱子由大至小，從外到內共有七個，各個都有九子連環鎖，一個比一個小，每個九子連環鎖代表十年周期，代表上應天上星宿的名人們逐年減少，終至消失。

### 追逐惡龍
自始至終參與這件事的陳長青是衛斯理的好友。知道香港這座大城市終將毀滅。但仍試圖力挽狂瀾，用從殺手集團買來的遠距離飛針戒指，打算執行情報和暗殺行動，消滅東方青龍七宿所控制的『機器人』。認為孔振泉透過衛斯理把任務交到他手上。

### 氣數
衛斯理發現陳長青失蹤後，與妻子白素一起北上，想阻止陳長青的行動。原來陳長青知道香港這座大城市終將毀滅。試圖改變這事實，阻止惡龍吞噬香港。陳長青以殺手集團買來的具有遠距離飛針裝置的戒指，企圖暗殺某個名人，但不成功。最後衛斯理等人認定這是氣數，也是命數，是能追逐而不能改變的。

## 故事角色
- 孔振泉 - 一個垂死的星相家，畢生觀察星相，意外得知天機，發現古稱青龍的東方七宿中，最亮的七顆星，彼此連成一線。認為這場危機只有衛斯理能解救。
- 孔振源 - 孔振泉的弟弟，小孔振泉三十歲，邀衛斯理前來家中，會晤他的兄長孔振泉。
- 衛斯理 - 故事主角的作家，發現陳長青失蹤後，與妻子白素一起北上，想阻止陳長青的行動。
- 白素 - 衛斯理妻子，解開描金漆黑箱子其上的九子連環鎖中隱藏的，暗示的中國內部三十個名人之謎。
- 陳長青 - 衛斯理好友，認為衛斯理是將阻止災劫的責任，轉交給自己的關鍵人物，認定自己是上天命定要解救這場災劫的人。
- 小郭 - 衛斯理好友，私家偵探，受託調查陳長青的行動。
- 老蔡 - 衛斯理家的老僕人，忠厚老實，自認看不懂衛斯理和白素的行動。
- 殷達 - 比利時布魯塞爾天文台的台長。
- 汪星月 - 占星學老師。孔鎮泉老友。

## 詮釋
1. ↑  《追龍》（明窗出版社，1987年）

| 前任者： 051 神仙 | 衛斯理系列（按編號） 052                              | 繼任者： 053 洞天 |
| 前任者： 神仙     | 衛斯理系列（按連載時序） 1983年1月31日至1983年5月23日 | 繼任者： 洞天     |